# سزار لوپس فرتس
سزار لوپس فرتس (اسپانیایی: César López Fretes‎; ۲۱ مارس ۱۹۲۳ – ۱۳ ژوئیهٔ ۲۰۰۱) بازیکن فوتبال اهل پاراگوئه بود.
از باشگاه‌هایی که در آن بازی کرده‌است می‌توان به باشگاه فوتبال دپورتیوو پریرا و باشگاه ورزشی الیمپیا اشاره کرد.
وی همچنین در تیم ملی فوتبال پاراگوئه بازی کرده‌است.